# 2016년 뉴욕 및 뉴저지 폭탄 테러

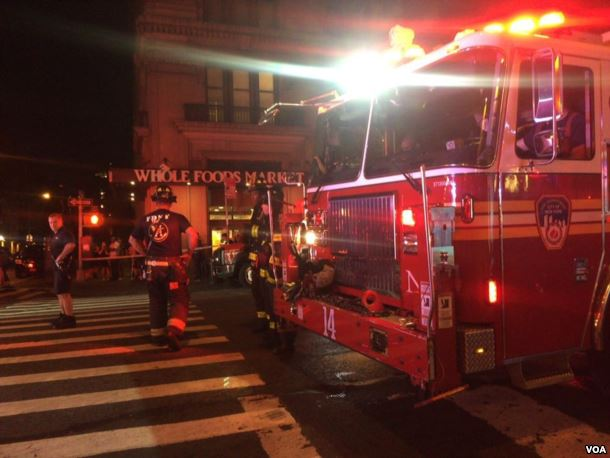

2016년 뉴욕 및 뉴저지 폭탄 테러는 2016년 9월 17일일부터 9월 19일까지 뉴욕와 뉴저지 곳곳에서 폭탄이 폭발하거나 발견된 사건이다.

## 맨해튼 테러
9월 17일 밤 8시 30분 (현지 시간) 미국 뉴욕주 맨해튼의 첼시에서 발생한 폭발 사고이다. 이 사고로 최소 29명이 부상당했다.
폭발 직후, J. 피터 도널드 뉴욕 시 경찰 대변인은 트위터를 통해 폭발이 맨해튼의 23번가와 6번 애비뉴 부근의 한 시력 장애인 지원 업무를 담당하는 사무실 밖에서 폭발이 발생했다고 밝혔다. 폭발 직후 소셜 미디어에서는 폭발음이 뉴저지주 호보컨과 허드슨강까지 들렸다고 전했다. 폭발 후 부상자들은 병원으로 옮겨졌지만, 당국은 이들 대부분이 생명에 위협을 받을 정도의 중상은 입지 않았다고 밝혔다. 뉴욕 시경찰은 이번 폭발이 현재까지는 테러와는 관련이 없어 보이며, 가스폭발로도 보이지 않는다고 발표했다.
19일 뉴욕 경찰은 폭발이 일어난 후 네 블록 떨어진 곳에서 폭발물로 추정되는 압력 밥솥을 발견하였다. 다만 앤드류 쿠오모 뉴욕 주지사는 이번 폭발에 국제 테러단체가 관여하지 않은 것으로 파악했다고 말하면서 테러 가능성을 여전히 낮게 보았다.
한편 첼시에서 벌어진 폭발에 앞서, 같은 날 오전 9시 30분 뉴저지주의 시사이드 파크에서 ‘해병대 자선 마라톤’ 행사가 예정되어 있었는데 개막 직전 마라톤 코스 부근에서 쓰레기 캔이 터지는 폭발이 일어나기도 했다. 사상자는 없었으나 마라톤 행사는 취소되었고, 폭발 지점 부근의 통행이 전면 금지됐다. 당국은 폭발지점 주변 거주민들을 대피시키고, 마라톤 행사장 부근의 해변 출입을 통제하기도 했다. 연계 테러 주장이 제기되었으나 뉴욕 경찰은 첼시 폭발이 뉴저지 폭발 사고와 관련이 없다고 밝혔다.
폭발 직후 뉴욕 경찰은 사건조사에 착수했으며, 백악관 관계자는 버락 오바마 대통령이 폭발 사건에 대한 상황을 계속 보고받을 것이라고 밝혔다.
한편 이날 텀블러에서 자신이 폭탄 테러를 했다고 주장하는 선언문이 두 차례에 걸쳐 올라오기도 했다. 무지개 깃발 사진을 배너에 올린 이 유저는 동성애자에 대한 탄압이 폭탄 테러를 감행한 직접적인 원인이라고 밝혔다. <뉴욕 데일리뉴스> 지는 뉴욕 경찰이 이 선언문과 관련해 수사의 단서를 얻기 위해 뉴욕 지역 LGBT 활동가들과 접촉했다고 전했으며, 선언문이 실린 페이지는 18일 오후 2시께 텀블러에서 삭제됐다.